# 成務天皇
成務天皇（日语：／ Seimu Tennō）是日本第13代天皇（成務天皇元年1月5日—成務天皇60年6月11日在位）。名稚足彦尊（日语：／ Wakatarashihiko no mikoto）。雖然《日本書紀》和《古事記》記載了他的事跡，但其真實性仍有疑問。

## 略歴
大足彦天皇（景行天皇）的第四皇子，母亲是美浓出身的八坂入媛命。景行天皇46年立太子，时年24岁。在父亲驾崩的第二年即位。即位5年，在各国设立国造和稻城，以山河定国界。即位60年驾崩。
| 前任： 景行天皇 | 日本天皇 | 繼任： 仲哀天皇 |